# Mell
Mell (める sinh ngày 1 tháng 8) (tên viết là MELL) là một nữ ca sĩ người Nhật đến từ thành phố Sapporo, tỉnh Hokkaidō, Nhật Bản. Cô là một trong những thành viên chủ chốt của ban nhạc I've Sound và là một trong những ca sĩ hát chính. Cô đã phát hành 6 đĩa đơn và 1 album solo. Mell tham gia góp giọng trong nhiều nhạc phim anime như Black Lagoon, Hayate the Combat Butler, Rideback, Shakugan no Shana, Sky Girls,... và visual novel như planetarian ~Chiisana Hoshi no Yume~.

## Danh sách đĩa nhạc

### Maxi single
| # | Thông tin đĩa đơn | Doanh số |
| - | --- | -------- |
| 1 | Red fraction - Phát hành: 14 tháng 6 năm 2006 - Xếp hạng Oricon tốp 200: #11 - Ca khúc chủ đề trong: Black Lagoon              | 38.000   |
| 2 | Proof/no vain - Phát hành: 30 tháng 5 năm 2007 - Xếp hạng Oricon tốp 200: #18 - Ca khúc chủ đề trong: Hayate the Combat Butler | 13.000   |
| 3 | Virgin's high!/kicks! - Phát hành: 26 tháng 9 năm 2007 - Xếp hạng Oricon tốp 200: #15 - Ca khúc chủ đề trong: Sky Girls        | 20.000   |
| 4 | Kill - Phát hành: 19 tháng 11 năm 2008 - Xếp hạng Oricon tốp 200: #37 - Ca khúc chủ đề trong: Kiru: Kill                       | 3.400    |
| 5 | Rideback - Phát hành: 4 tháng 3 năm 2009 - Xếp hạng Oricon tốp 200: #19 - Ca khúc chủ đề trong: Rideback                       | 11.100   |
| 6 | Kara no Tsubomi - Phát hành: 29 tháng 7 năm 2009 - Xếp hạng Oricon tốp 200: #153                                               | 4.700    |

### Album
| #       | Thông tin album | Doanh số |
| ------- | --- | -------- |
| Đầu tay | Mellscope - Phát hành: 20 tháng 8 năm 2008 - Xếp hạng Oricon tốp 300: #13 - Từ các đĩa đơn: "Red fraction", "Proof/no vain", "Virgin's high!/kicks!" | 15.300   |
| 2       | Mirage - Phát hành: 27 tháng 10 năm 2010 - Xếp hạng Oricon tốp 300: #TBA - Từ các đĩa đơn: "Kill", "Rideback"                                        | —        |

### DVD
Mell First Live Tour 2008 Scope DVD
Phát hành 29 tháng 4 năm 2009
1. Under Superstition
2. Way beyond there
3. Kill
4. No vain
5. On my own
6. Permit
7. Proof
8. Kicks!
9. Scope
10. Red fraction
11. The first finale in me
12. Egen
13. Virgin's high!
14. Sabaku no Yuki (砂漠の雪?)

## Danh sách bài hát

### Đơn ca tại I've
- "Utsukushiku Ikitai" (美しく生きたい?) (5 tháng 2 năm 1999)
- "Fall in Love" (24 tháng 9 năm 1999)
- "Suna no Kaze" (砂の風?) (16 tháng 10 năm 1999)
- "Repeat" (16 tháng 10 năm 1999)
- "Fly to the Top" (16 tháng 7 năm 2000)
- "Kimi to Deaeta Kisetsu" (君と出会えた季節?) (8 tháng 12 năm 2000)
- "Inori no Toki" (祈りの時代?) (22 tháng 12 năm 2000)
- "Kanashimi no Hana" (悲しみの花?) (26 tháng 1 năm 2001)
- "Sayonara wo Oshiete" (さよならを教えて?) -comment te dire adieu- (2 tháng 3 năm 2001)
- "World My Eyes -prototype-" (28 tháng 12 năm 2002)
- "Sabaku no Yuki" (砂漠の雪?) (28 tháng 12 năm 2002)
- "Last in Blue" (28 tháng 12 năm 2003)
- "Spiral" (27 tháng 6 năm 2003)
- "Out Flow" (5 tháng 9 năm 2003)
- "Our Youthful Days" (31 tháng 10 năm 2003)
- "Permit" (17 tháng 12 năm 2004)
- "Permit" -Unplugged mix- (17 tháng 12 năm 2004)
- "Permit" -Yurushi no Toh (許しの塔 Yurushi no Tō?)- (17 tháng 2 năm 2004)
- "Permit" -Yurushi no Toh (許しの塔 Yurushi no Tō?)- Unplugged Mix (17 tháng 12 năm 2004)
- "Sabaku no Yuki" (砂漠の雪?) (Mixed up ver.) (29 tháng 12 năm 2004)
- "Egen" (14 tháng 1 năm 2005)
- "Two face (Front Line Covers ver.)" (28 tháng 12 năm 2008)
- "Disintegration (Front Line Covers ver.)" (28 tháng 12 năm 2008)
- "Kara no Tsubomi" (殻の蕾?) (25 tháng 3 năm 2009)
- "Bizarrerie Cage" (1 tháng 5 năm 2009)
- "Noblest Love" (26 tháng 2 năm 2010)

### Mell & Miki
- "Sora Yori Chikai Yume" (空より近い夢?) (14 tháng 7 năm 2000)

### Kotoko & Mell
- "See You" -Chisana Eien- (～小さな永遠～ -Chiisana Eien-?) (14 tháng 6 năm 2006)

### I've Special Unit
- "See You" -Chiisana Eien- (～小さな永遠～ -Chiisana Eien-?) (P.V ver.) (5 tháng 9 năm 2003)
- "Fair Heaven" (30 tháng 7 năm 2005)
- "Tenjō o Kakeru Monotachi" (天壌を翔る者たち?); performed as Love Planet Five (4 tháng 4 năm 2007)

### Solo
- "Dear memories"
- "The Winner Takes It All"
- "Hello Goodbye" (Silent Half)
- "Mermaid"
- "Split" (...Split)
- "Video-Killed-The-Radio-Star"
- "Hoshi Meguri no Uta" (星めぐりの歌?) (trong planetarian ~Chiisana Hoshi no Yume~)
- "Strange Woman"
- "Noyau"
- "Mermaid in the City"
- "Fin"
- "Where Are You Now?"

### Orihime
- "Are naga Ojisan My Dear" (アレながおじさん My Dear?)
- "Are naga Ojisan My Dear Ura" (アレながおじさん My Dear 裏?)
- "Love Generation"

### Aki & Kotoko & Mell & Naraku & Yokko-Q
- "Sora Yori Chikai Yume" -Nara Q Mix- (空より近い夢 ～ならQ Mix～?)

### Đóng góp C.G Mix chủ yếu của Mell
- "Detect"